# Liste der Baudenkmäler in Oberschleißheim

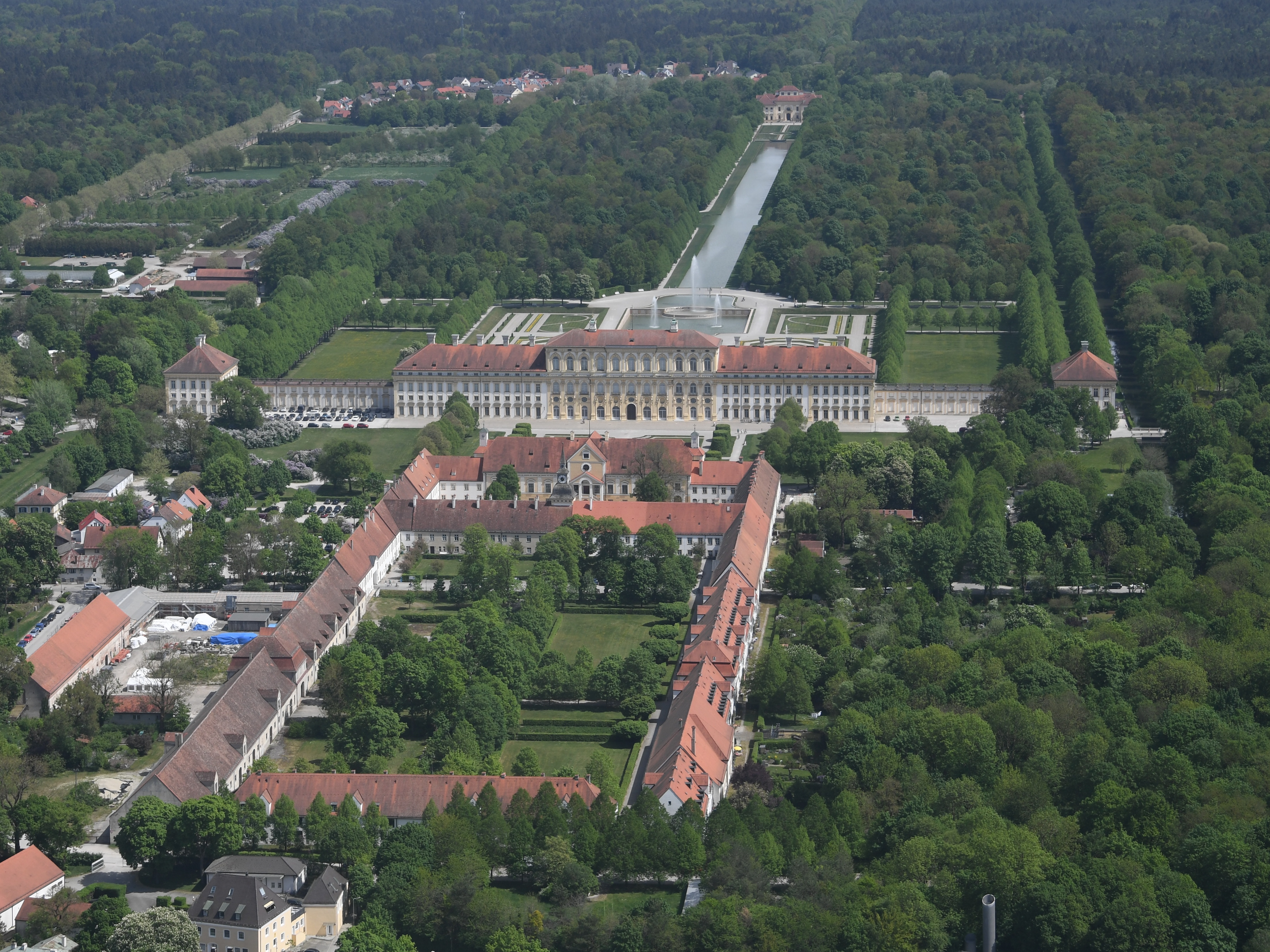
Schlossanlage Schleißheim aus der Luft

Auf dieser Seite sind die Baudenkmäler in der oberbayerischen Gemeinde Oberschleißheim zusammengestellt. Diese Tabelle ist eine Teilliste der Liste der Baudenkmäler in Bayern. Grundlage ist die Bayerische Denkmalliste, die auf Basis des Bayerischen Denkmalschutzgesetzes vom 1. Oktober 1973 erstmals erstellt wurde und seither durch das Bayerische Landesamt für Denkmalpflege geführt wird. Die folgenden Angaben ersetzen nicht die rechtsverbindliche Auskunft der Denkmalschutzbehörde.

## Ensembles

### Schleißheimer Schlösser und Gärten
E-1-84-135-1
Die Schleißheimer Schlösser mit den Gärten bilden eine der größten Schlossanlagen Europas und als solches ein Ensemble. Deren geschichtliche und künstlerische Bedeutung sind herausragend und der Schlossanlage als Ganzes und in ihren Teilen fällt ein internationaler Rang zu. Mit dem Kanal- und Sichtachsensystem war die Anlage weitreichend prägend und die Landschaft ordnend.
Der Kauf und Tausch der Schleißheimer Schwaigen durch Herzog Wilhelm V. von Bayern 1595 markiert den Beginn des wittelsbachischen Ausbaus als landesherrliche Hofhaltung. Wilhelm V. benutzte die Schwaige als landwirtschaftlichen Ökonomiebetrieb und erweiterte diese kontinuierlich. Aus dieser ersten Bauphase stammen der Tor- und Uhrenturm am Übergang zwischen Wilhelms- und Maximilianshof. Wilhelm übergab 1598 die Regierungsgeschäfte seinem Sohn Maximilian I., der 1616 gegen eine Leibrente die Schleißheimer Anlage übernahm.

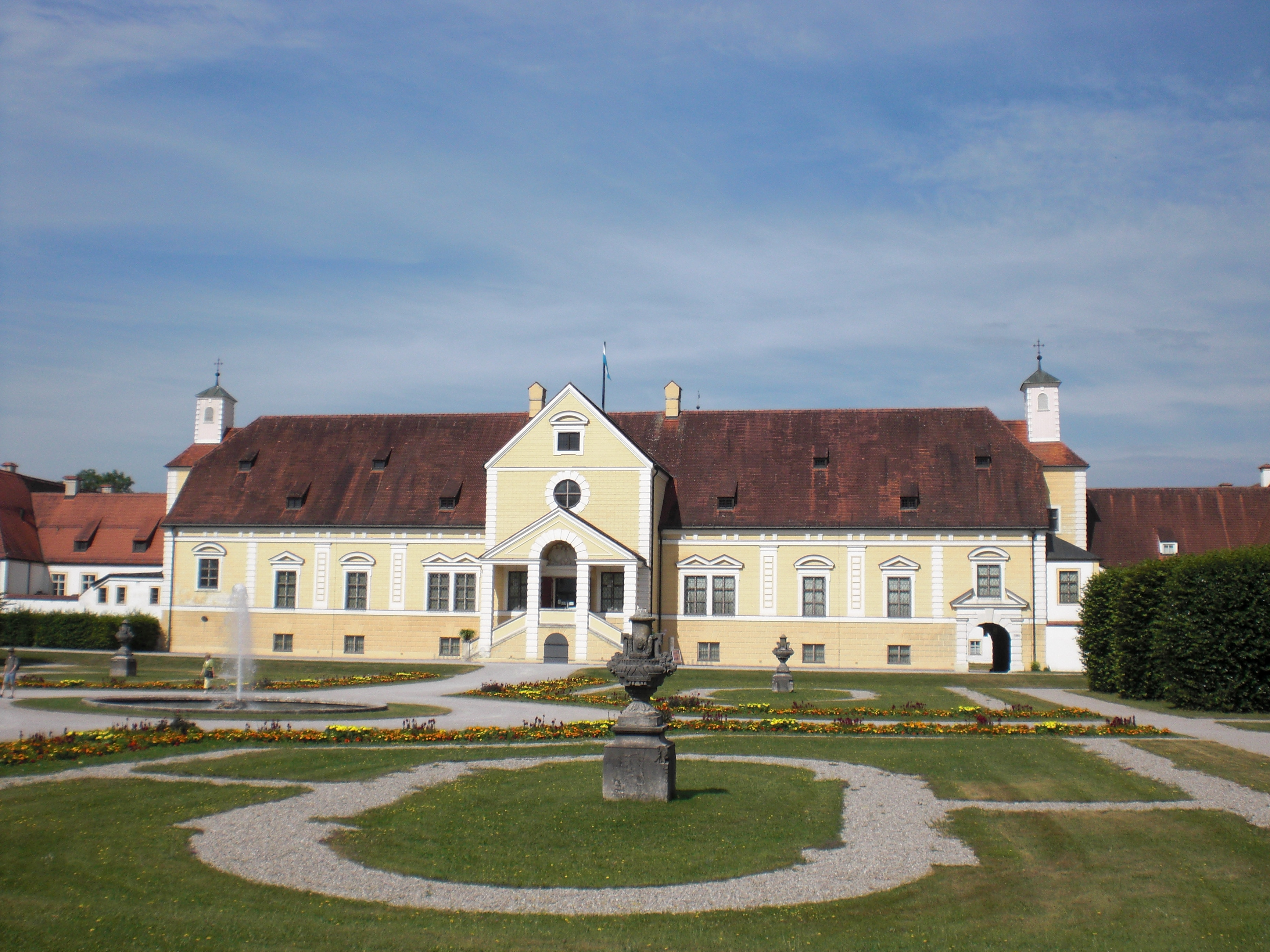
Altes Schloss Schleißheim

Schon 1617 ließ er das vom Vater erbaute Herrenhaus bis auf den Keller abbrechen und in kurzer Zeit entstand ein an oberitalienischen Villenbauten orientierter Neubau, das jetzt so genannte Alte Schloss. An der Ausstattung der Räume mit Stuck und Fresken war Peter Candid beteiligt und bis etwa 1623 waren die Arbeiten abgeschlossen. Das Alte Schloss ist Teil des Maximilianhofs, ein mit Wohnbauten gesäumter Hof. Diesem westlich vorgelagert ist der weit größere Wilhelmshof. Die Wirtschaftsgebäude am Wilhelmshof gehen in die Zeit um 1600 zurück, wurden aber im 18. Jahrhundert weitgehend baulich ersetzt. Davon sind vor allem die Bauten an der Nordseite erhalten und das ehemalige Brauhaus im Südwesten.

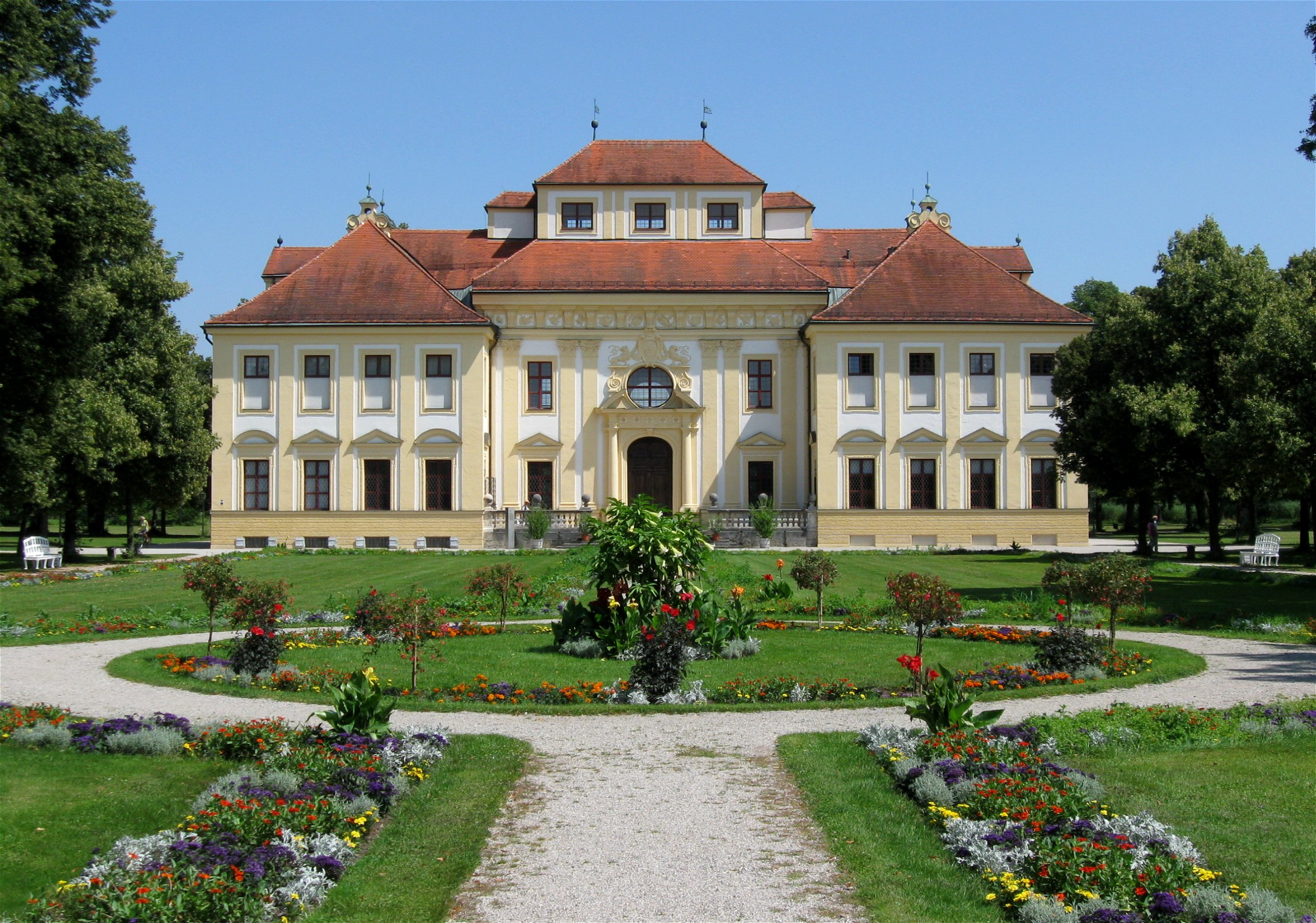
Schloss Lustheim

Etwa 1,3 Kilometer Luftlinie östlich entfernt setzt sich die Baugeschichte mit der Anlage von Schloss Lustheim fort. Der junge Kurfürst Max Emanuel von Bayern ließ das als Jagdschloss konzipierte Bauwerk nach Entwurf des Graubündner Architekten Federico Zuccalli ab 1684 errichten und gleichzeitig, ebenfalls nach Entwürfen von Zuccalli, den Garten anlegen. In der Achse zum Alten Schloss gelegen war es Blickpunkt der Sichtachse und bildet ein eigenes, mit Broderien umfasstes Areal. Die entlang der Kanäle geplanten Kolonnadenbauten, die die beiden Seitenpavillons baulich miteinander verbinden sollten, kamen über ein Anfangsstadium nicht hinaus. Trotz dieser Unvollständigkeit bildet Lustheim mit den beiden Seitenpavillons innerhalb des Ringkanals eine eigene Einheit.

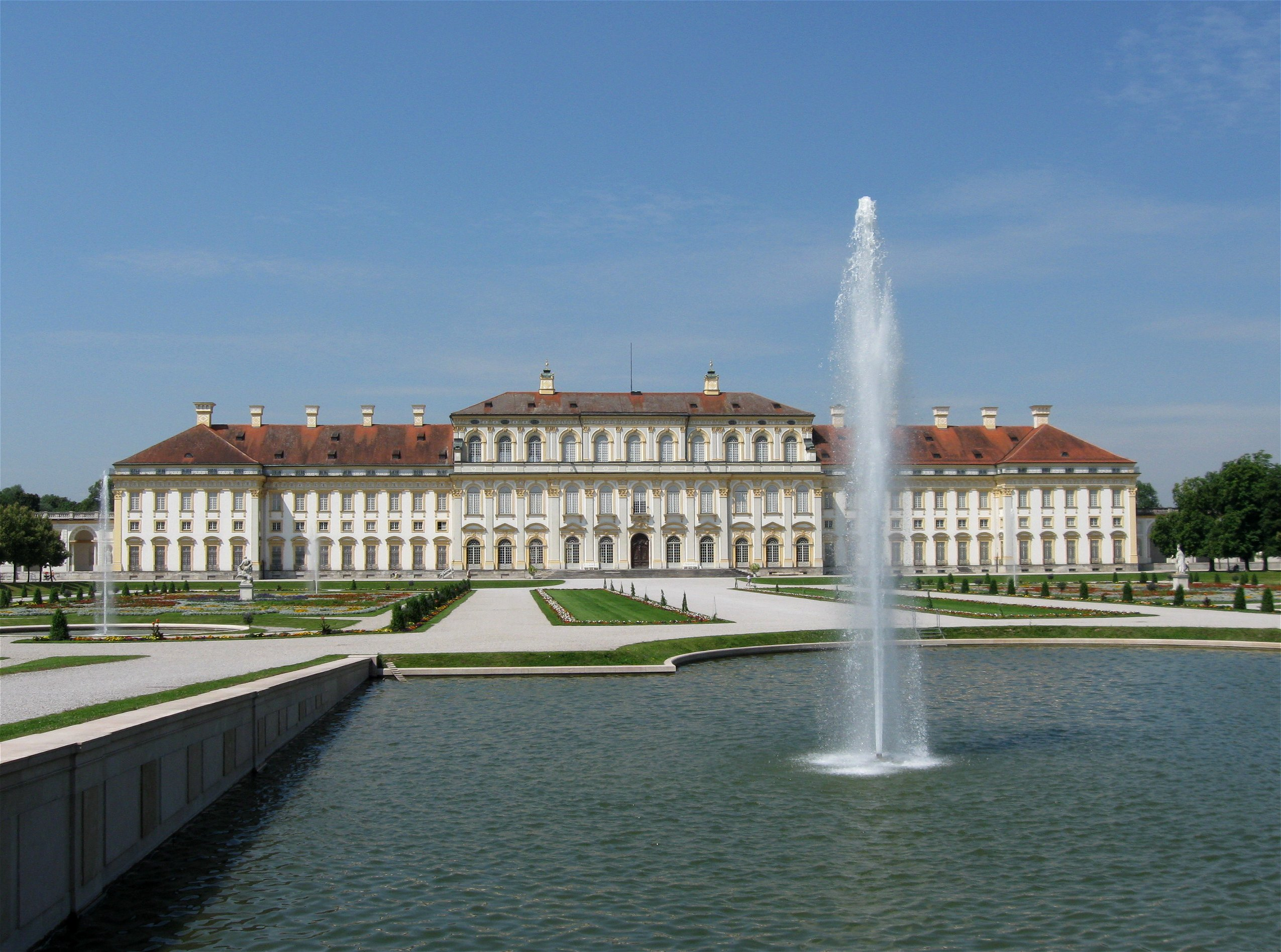
Neues Schloss Schleißheim

Gleichzeitig mit dem Bau von Lustheim ließ Max Emanuel Zuccalli Pläne für ein neues Schloss ausarbeiten. Zuccalli ging zunächst von dem Umbau und der Erweiterung des Alten Schlosses aus. Gegen Ende des 17. Jahrhunderts sahen die Pläne einen weitgehenden Neubau vor, bei dem das Alte Schloss lediglich einen untergeordneten Westflügel gebildet hätte. Nach mehreren Planungsphasen wurde ab 1701 der Bau des Neuen Schlosses in Angriff genommen. Bis 1704 entstand der Rohbau des Mittelteils und der südliche Pavillon mit Verbindungsgang; vom nördlichen Pavillon standen nur wenige Mauern. Nach der Schlacht von Höchstadt/Blindheim am 13. August 1704 und der Flucht Max Emanuels nach Frankreich sowie der Verhängung der Reichsacht wurden die Arbeiten eingestellt. Nach seiner Rückkehr 1715 wurde Joseph Effner zum Hofbaumeister berufen und er führte den Bau des Neuen Schlosses mit einigen Umplanungen weiter. Auch bei der Planung der Gärten kam es zu einem Wechsel. So konnte Max Emanuel während seines Exils am Hofe Ludwigs XIV. in Versailles Dominique Girard kennen lernen, einen Schüler von Charles Le Brun und André Le Notre. Girard plante die Gärten um und legte ein noch größeres Gewicht auf das Wasser und die Wasserspiele mit Kaskaden und Fontänen.

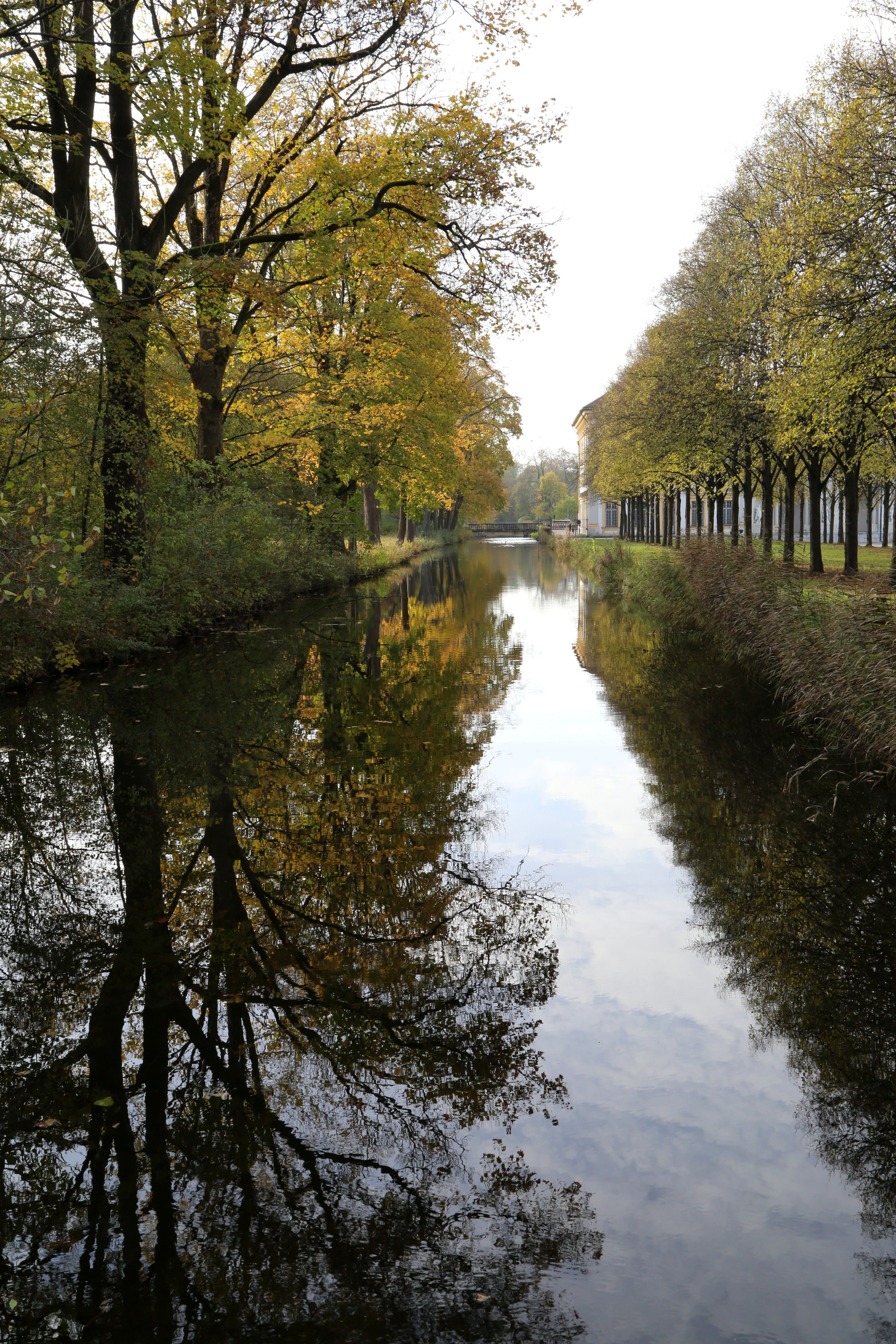
Teil des Schleißheimer Kanalsystems

Die Wasserachsen innerhalb der Gärten und die verbindenden Zu- und Ableitungen sind im Wesentlichen auf die Veranlassung Max Emanuels angelegt worden. Zwar war bereits 1611 ein erster Würmkanal gegraben worden, der die Innenhöfe der Schwaige mit Wasser versorgte und Mühlen antrieb, doch wurde erst ab 1687 bei der Gartenplanung durch Zuccalli mit dem Bau eines umfassenden Kanalsystems begonnen. Der von der Isar abgeleitete Schleißheimer Kanal tritt hinter Lustheim in die Gartenanlage hinein und verzweigt sich dort im Halbkreis um das Schloss. Ein weiterer Kanal, der Karlsfelder Kanal, ist von der Würm abgeleitet und führt südlich des Wilhelmshofs in die Gärten ein.
Bei Luftangriffen im Zweiten Weltkrieg wurde das Alte Schloss schwer beschädigt und das gesamte Dach sowie viele Räume vernichtet. Erst 1970 begann man mit dem Wiederaufbau des Alten Schlosses. Auch die Gärten und Neues Schloss waren beschädigt. Besonders schwer war der Wilhelmshof getroffen worden, bei dem ganze Flügel nach 1945 abgebrochen worden sind. Bis in die 1990er Jahre hinein wurde der Hof mit Neubauten in der historischen Dimension wieder umbaut.
Die Schleißheimer Schlossanlage setzt sich von Westen nach Osten aus Wilhelms- und Maxililianshof mit Altem Schloss, dem langgestreckten und riegelhaften wirkenden Pavillonbau des Neuen Schlosses und dem in einiger Entfernung dazu liegenden Schloss Lustheim zusammen. Alle baulichen Anlagen sind in Garten- oder Grünanlagen gebettet, insbesondere zwischen Neuem Schloss und Lustheim befindet sich ein weitläufiger mit Weg- und Wasserachsen gestalteter Gartenbereich. Weit in die Landschaft ausgreifend ist das Kanal- und Sichtachsensystem um die Schlossanlage.

## Baudenkmäler nach Ortsteilen

### Oberschleißheim
| Lage | Objekt                                                                                        | Beschreibung | Akten-Nr.              | Bild                                                                      |
| --- | --------------------------------------------------------------------------------------------- | --- | ---------------------- | ------------------------------------------------------------------------- |
| Bahnhofstraße 1 (Standort) | Ehemaliges Künstlerwohnhaus des Malers und Architekten Heinz Katzenberger                     | Zweigeschossiger Satteldachbau mit großem Zwerchhausatelier, in Formen des Jugend- und Heimatstils, 1902 erbaut | D-1-84-135-18          | Ehemaliges Künstlerwohnhaus des Malers und Architekten Heinz Katzenberger |
| Dachau-Schleißheimer Kanal (Standort)                                                                                          | Dachau-Schleißheimer Kanal                                                                    | Teil des Nordmünchner Kanalsystems, verbindet Schloss Schleißheim mit Schloss Dachau im Westen, intakt und wasserführend, erbaut 1688/89 und verändert 1691/92 | D-1-84-135-1           | weitere Bilder                                                            |
| Dachauer Straße 35 (Standort)                                                                                                  | Ruderregattaanlage der XX. Olympischen Spiele                                                 | Über zwei Kilometer langes Wasserbecken in künstlich angelegter Landschaft mit darin eingestellten baulichen Anlagen, nach Entwurf der Bauten von Michael Eberl, Helmut Weippert, Erich Heym, Otto Leitner und der Landschaftsanlage von Georg Penker, 1969–71: Wasserbecken in südwestlich zu nordöstlicher Ausrichtung, umgeben von Fahrstraße und von Wällen gefasst bzw. vertieft; Sitztribüne, Sichtbetonkonstruktion mit weit auskragendem, holzverkleidetem Flachdach rückwärtig zum Pultdach ansteigend und rückseitiger, brettschichtverkleideter Stahlseilverspannung; mit Nebengebäude im Hang; Bootshallenbauten und Unterkunftsgebäude mit Sporthalle im stumpfen Winkel, Betonstützenkonstruktion mit Zangen aus Brettschichtbindern, jeweils erdgeschossige Flachdachbauten mit Pultdächern im rückwärtigen Bereich, Fassaden zum Wasser aufgeglast oder mit Toren; Start-, Ziel- und Messtürme, jeweils als Betonbügel mit eingehängten Holzbauten; Kassenhäuschen im Eingangsbereich, erdgeschossige Holzbauten; Landschaftsanlage mit Wällen, See, künstlich geführtem Bachlauf und zu Gruppen gefassten Bäumen; Betonskulptur von Hans Kastler, rückseitig zur Sitztribüne; Grill- und Feuerplatz von Karlheinz Hoffmann, beim Unterkunftsgebäude; amorphe Figur von Arnold Ulrich Hertel, beim Unterkunftsgebäude | D-1-84-135-70          | weitere Bilder                                                            |
| Effnerstraße 7 (Standort) | Ehemaliges Pumpenhaus mit Wohnteil                                                            | Zweigeschossiger Walmdachbau mit klassizistischer Pilastergliederung, im Erdgeschoss Pumpenanlage für die Schlossfontänen, 1867 erbaut, 1900 aufgestockt | D-1-84-135-25          | weitere Bilder                                                            |
| Effnerstraße 18 (Standort) | Ehemaliger Heeresflughafen                                                                    | Ältester bayerischer Militärflughafen, jetzt teilweise Deutsches Museum, Flugwerft Schleißheim Kommandanturgebäude, erdgeschossiges, verputztes Doppelgiebelhaus mit Mansardwalmdach, in Formen des reduzierten Heimatstils, 1912 Flugwerft, zweigeschossiger, verputzter Walmdachbau in klassizierenden Formen, mittlere Stahlbetonhalle von etwa 28 m Spannweite, mit Stahlschiebefalttor, 1917/18 Ehemalige Flugwarte, klassizierender, viergeschossiger Turmbau mit äußerem Treppenturm und Aussichtsplattform mit Balustrade, Giebelvorbau auf der Nordseite, 1917/18 Zwei Flugzeughallen, 1934 errichtet für die Deutsche Verkehrsflieger-Schule nach der „Junkers-Zollbau-Lamellendach“-Konstruktion, freitragende Stahlbauwerke mit weitgespanntem, bogenförmigen Tragwerk, dessen verschraubte Eisenblech-Profile eine Rautennetzstruktur ergeben, mit Blechhautabdeckung, Schiebetore; beide Hallen ursprünglich dreiteilig, Nr. 1818 nach Kriegseinwirkung zweiteilig Zwei Flugzeughallen, 1939/40 für die Fliegertechnische Schule der Reichswehr in baugleicher Form errichtet; Hallen gemauert und stützenfrei überspannt durch Flachtonnen aus Stahlfachwerkbindern; mit Falttoren Anbauten den Hallen U-förmig angelagert; Gebäude Nr. 1801 und 1802 der Bundesgrenzschutz-Unterkunft, Fliegerstaffel-Süd; am südlichen Platzrand | D-1-84-135-11          | weitere Bilder                                                            |
| Freisinger Straße 7 (Standort)                                                                                                 | Wohnhaus                                                                                      | Zweigeschossiger Putzbau mit historisierender Fassade und Mansardwalmdach, um 1900 | D-1-84-135-26          | weitere Bilder                                                            |
| Freisinger Straße 8 (Standort)                                                                                                 | Wohnhaus                                                                                      | Erdgeschossiger Mansarddachbau mit neubarockem Ziergiebel und schmiedeeisernem Balkon, um 1900 | D-1-84-135-27          | weitere Bilder                                                            |
| Freisinger Straße 12; Freisinger Straße 15 (Standort)                                                                          | Luitpoldpark                                                                                  | Als Ehrenhain für Prinzregent Luitpold 1912 angelegt Luitpold-Denkmal im barockisierenden Stil, von Franz Drexler, 1912/13 | D-1-84-135-37          | weitere Bilder                                                            |
| Freisinger Straße 14 (Standort)                                                                                                | Wohnhaus                                                                                      | Zweigeschossig, mit neubarockem Ziergiebel, Anfang 20. Jahrhundert | D-1-84-135-28 Wikidata | weitere Bilder                                                            |
| Freisinger Straße 21 (Standort)                                                                                                | Ehemaliges Handwerkerhaus                                                                     | Erdgeschossiger Massivbau mit Satteldach und rückwärtigem Anbau, 1. Hälfte 19. Jahrhundert | D-1-84-135-29          | weitere Bilder                                                            |
| Freisinger Straße 22 (Standort)                                                                                                | Ehemaliges Arbeiterhaus, sogenanntes Opp-Haus                                                 | Erdgeschossiger Massivbau mit Satteldach, 19. Jahrhundert | D-1-84-135-30          | weitere Bilder                                                            |
| Freisinger Straße 28 (Standort)                                                                                                | Ehemaliges Atelierhaus                                                                        | Wohnhaus des russischen Glasmalers Wladimir Dmitrijewitsch Swertschkow, zweigeschossiger traufseitiger Putzbau mit Mittelrisalit, Krüppelwalmdach und Eckrustizierung, im Landhausstil, 1877 errichtet, später Wohnhaus der Schriftsteller Waldemar Bonsels und Bernd Isemann Parkartiger großer Garten mit seltener Bepflanzung (vgl. Freisinger Straße 29) | D-1-84-135-31          | weitere Bilder                                                            |
| Freisinger Straße 29 (Standort)                                                                                                | Nebengebäude                                                                                  | Zur ehemaligen Villa des russischen Glasmalers Wladimir Swertschkoff, schmaler erdgeschossiger Backsteinbau mit Satteldach und Krangaube, gleichzeitig Parkartiger großer Garten (vgl. Freisinger Straße 28) | D-1-84-135-32          | Nebengebäude                                                              |
| Freisinger Straße 18; Max-Emanuel-Platz 1; Schloß Lustheim 1, 2 und 3 (Standort)                                               | Ehemalige Residenz für Kurfürst Max Emanuel von Bayern, sogenanntes Neues Schloss Schleißheim | Zwischen dem sogenannten Alten Schloss und dem Gartencasino Lustheim errichtete barocke Schlossanlage im spätbarocken Stil, in einem weitläufigen Park Ehemalige Residenz, langgestreckter einflügeliger Walmdachbau, bestehend aus dem zweigeschossigen Hauptbau mit Mezzanin und pavillonartigem Dachaufbau, an den Kopfenden Risalite, reiche architektonische Fassadengliederung der 39 (gartenseitig) bzw. 37 (hofseitig) Fensterachsen durch eine kolossale Pilasterordnung, Lisenen und einem aufwändig profilierten Traufgesims, auf beiden Seiten erdgeschossige Arkadengänge als Verbindung zu den äußeren zweigeschossigen Pavillons mit Mezzanin und Walmdach, mit gleicher Fassadengliederung wie der Hauptbau, nach Plänen von Enrico Zuccalli und Joseph Effner, 1701/04 und 1719/26, nach 1840 durch Leo von Klenze in Teilen ausgebaut und umgestaltet, nach Schäden im Zweiten Weltkrieg Westfassade 1959–63 rekonstruierend wieder hergestellt Schlosspark, langgestreckte barocke Parkanlage mit Kanälen, linear gestaltetem Blumenparterre, Kaskaden, Boskettgärten und Alleen, ab 1684 nach Ideen von Enrico Zuccalli, Parterre um 1720 von Dominique Girard, nach 1840 durch Carl von Effner rekonstruiert und umgestaltet Hofgartenbetriebsgebäude, in der Mauerflucht der Schlossparkumrandung gelegener zweigeschossiger Walmdachbau, 2. Hälfte 18. Jahrhundert | D-1-84-135-6           | weitere Bilder                                                            |
| Hirschplanallee 1; Nähe Mittenheimer Straße (Standort)                                                                         | Villa Otto Hupp                                                                               | Der zweigeschossige Putzbau mit Zeltdach und kleinem Dachreiter, erbaut 1891 nach Plänen von Gabriel von Seidl, wurde für den Heraldiker Otto Hupp errichtet. Nebengebäude, zweigeschossiger schmaler Satteldachbau, 1891 Park mit altem Baumbestand | D-1-84-135-35          | weitere Bilder                                                            |
| Hofkurat-Diehl-Straße 5; Haselsbergerstraße 9 (Standort)                                                                       | Katholische Pfarrkirche Maria Patronin Bayerns                                                | Dreischiffige Basilika mit eingezogenem Polygonalchor, angefügter Sakristei und Chorflankenturm, in reduziert romanisierenden Formen, von Joseph Simeck, 1933/34, nördliches Seitenschiff 1957, Turm 1959 erhöht, Neugestaltung des Kirchenraumes durch Hans Schedl, 1973/74; mit zum Teil barocker Ausstattung Pfarrhaus, zweigeschossiger Walmdachbau, von Joseph Simeck, 1933/34 | D-1-84-135-34          | weitere Bilder                                                            |
| Jahnstraße 5 (Standort) | Wohnhaus                                                                                      | erdgeschossiger Mansardwalmdachbau über hohem Sockel mit Erkern und rundbogiger Eingangsnische, um 1925. | D-1-84-135-72          | Wohnhaus                                                                  |
| Mittenheimer Straße 2 (Standort)                                                                                               | Ehemaliges Rathaus                                                                            | Zweigeschossiger Putzbau mit flachem Walmdach, Eckerkertürmchen und Zierfachwerkfries unter der Traufe, um 1900 | D-1-84-135-38 Wikidata | weitere Bilder                                                            |
| Mittenheimer Straße 23, 25, 27, 29, 31 (Standort)                                                                              | Ehemalige Siedlung der Deutschen Reichsbahn                                                   | Im Heimatstil, 1908, 1914 und 1924 Mehrfamilienhaus, langgestreckter zweigeschossiger Putzbau mit erhöhtem Kopfbau, großen Zwerchhäusern, Zelt- und Satteldach Mehrfamilienhaus, zweigeschossiger kubischer Walmdachbau mit profiliertem Traufgesims Mehrfamilienhaus, zweigeschossiger Putzbau mit Walmdach, profiliertem Traufgesims und Eingangshäuschen Mehrfamilienhaus, zweigeschossiger Walmdachbau mit Flacherker und angeschlossenen erdgeschossigen Anbauten | D-1-84-135-39          | Ehemalige Siedlung der Deutschen Reichsbahn                               |
| Nähe Margarethenstraße; Nähe Moosweg (Standort)                                                                                | Feldkreuz                                                                                     | Mit gusseisernem Corpus, 1874 aufgerichtet | D-1-84-135-40          | Feldkreuz                                                                 |
| Nähe St.-Hubertus-Straße (Standort)                                                                                            | Bildstock                                                                                     | Anfang 17. Jahrhundert, Margaretenbild 1949 erneuert | D-1-84-135-43          | Bildstock                                                                 |
| St.-Hubertus-Straße 2 (Standort)                                                                                               | Ehemaliger Jagdpavillon an Stelle der Margarethenklause                                       | Verputzter eingeschossiger Walmdachbau mit Treppenvorbau und Kaminöffnung, wohl kurz nach 1760 | D-1-84-135-36          | Ehemaliger Jagdpavillon an Stelle der Margarethenklause                   |
| St.-Margarethen-Straße 10 (Standort)                                                                                           | Wohnhaus                                                                                      | erdgeschossiger Mansardsatteldachbau mit Erker, von Franz Kellerer, 1924 | D-1-84-135-73          | BW                                                                        |
| Veterinärstraße 1 und 2; St.-Hubertus-Straße 1a, 1b und 1c (Standort)                                                          | Landesanstalt für Tierseuchenbekämpfung                                                       | Zweigeschossiger Walmdachbau mit Zwerchhaus und Gauben, 1913/14 Einfriedung, Mauer, gleichzeitig | D-1-84-135-41          | weitere Bilder                                                            |
| Veterinärstraße 2 (Standort)                                                                                                   | Ehemaliges Landesuntersuchungsamt für das Gesundheitswesen Südbayerns                         | Anlage mit dreigeschossigem Hauptgebäude mit Walmdach und Uhrturm, im Reformstil Ehemaliges Wärterhäuschen, erdgeschossiger Putzbau mit steilem Walmdach Ummauerung mit Eckpavillon; 1913/14 | D-1-84-135-42          | weitere Bilder                                                            |
| Wilhelmshof 5, 6, 7, 8; Effnerstraße 9 und 10; Maximilianshof 6; Maximilianshof 2, 3, 4, 5 und 1; Nähe Effnerstraße (Standort) | Ehemalige Residenz und Mustergut, sogenanntes Altes Schloss Schleißheim                       | Vierflügelanlage mit zwei weiteren innenliegenden Querflügeln und nördlich anschließendem Nebenflügeln Ehemaliges Schloss, langgestreckter symmetrischer Rechteckbau mit erhöhtem, quer in der Mittelachse liegendem Saalrisalit auf hohem Souterrain und seitlichen Türmchen, Fassadengliederung durch aufgeputzte Quaderung mit rustizierten Pilastern und schmaler dorisierender Gesimszone, im Stil der Spätrenaissance nach Vorbildern Andrea Palladios, von Heichrich Schön d. Ä. für Kurfürst Maximilian I. erbaut, 1617–23 unter Einbeziehung von Resten eines Vorgängerbaus des späten 16. Jahrhunderts, nach Schön d. Ä. im Zweiten Weltkrieg 1970–72 größtenteils rekonstruiert Schlosswirtschaft mit Wohntrakt, zweigeschossiger Südflügel des Maximilianshof mit Walmdach und polygonalem Erker, 17./18. Jahrhundert, teilweise nach Schäden im Zweiten Weltkrieg erneuert Ehemalige Schlossküche und Wohntrakt, zweigeschossiger Nordflügel des Maximilanshofs mit Walmdach und Polygonalerker, 17.–18. Jahrhundert, teilweise nach dem Zweiten Weltkrieg erneuert Ehemaliger Wohntrakt mit Uhrturm als westlicher Abschluss des Maximilianshofs, zweigeschossiger Westflügel mit Satteldach, Uhrturm um 1600, Vorverlegung des Portikus bei Erhöhung der angrenzenden Wohntrakte im späten 18. Jahrhundert Ehemaliges Mustergut, sogenannter Wilhelmshof, Dreiseitanlage mit ehemaliger Mühle, Molkerei und Brauerei, Ställen, Scheunen, erdgeschossiger Nordflügel mit Satteldach und zentralem Zwerchhaus mit Mansardwalmdach, zweigeschossiger Westflügel mit Walmdach und Tordurchfahrt, zweigeschossiger Südflügel mit Krangauben und zentralem Pavillon mit Mansardwalmdach, alle Gebäude wohl 18. Jahrhundert, nach Schäden im Zweiten Weltkrieg insbesondere Süd- und Westflügel stark erneuert und teilweise neu erbaut Schlossgarten, erste Gartenanlage des Alten Schlosses, seit dem 17. Jahrhundert, später mehrfach verändert | D-1-84-135-4           | weitere Bilder                                                            |
| Wilhelmshof 29 (Standort) | Würmkanal, auch Karlsfelder Kanal genannt                                                     | Teil des Schleißheimer Kanalsystems, siehe hierzu bei Neuem Schloss Schleißheim (D-1-84-135-6). | D-1-84-135-2           | Würmkanal, auch Karlsfelder Kanal genannt                                 |

### Bergl
| Lage                      | Objekt                                | Beschreibung                                                                                           | Akten-Nr.     | Bild           |
| ------------------------- | ------------------------------------- | --- | ------------- | -------------- |
| Bergl; Bergl 2 (Standort) | Kalvarienberg mit Kalvarienberggruppe | Rest der Ignatiusklause Herzog Wilhelms V., gestiftet 1605, hölzerne Figurengruppe 17./18. Jahrhundert | D-1-84-135-17 | weitere Bilder |

### Hochmutting
| Lage                                     | Objekt                                                   | Beschreibung | Akten-Nr.     | Bild           |
| ---------------------------------------- | -------------------------------------------------------- | --- | ------------- | -------------- |
| Hochmutting 1; Münchner Allee (Standort) | Ehemalige Außenstelle des Staatsgutes                    | Ehemaliger Vierseithof, jetzt stattliche Dreiflügel-Anlage Nordflügel mit zweigeschossigem Wohnhaus mit Halbwalm, Stall und Stadel mit Satteldach, 18. und 19. Jahrhundert Westflügel, erdgeschossiger langgestreckter Stadel mit Satteldach, gleichzeitig Ostflügel, langgestreckter Stall mit Satteldach, gleichzeitig; Wasserturm, historisierend mit Blendbögen, gleichzeitig Zuführende Allee                                                                            | D-1-84-135-47 | weitere Bilder |
| Hochmutting 10 (Standort)                | Ehemalige Votivkapelle St. Jakob, jetzt Friedhofskapelle | Kleiner Saalbau mit eingezogenem gerade schließendem Chor und Dachreiter, im Kern wohl romanisch, sonst 16. Jahrhundert und 17. Jahrhundert; mit Ausstattung Friedhofsmauer mit eingemauerten Epitaphien der 1. Hälfte des 19. Jahrhunderts Mehrere Grabstätten der 2. Hälfte des 19. Jahrhunderts und des frühen 20. Jahrhunderts, so u. a. die Grabmäler für Gastwirt Franz Meier, für Münzenhofer, für Hilg, für Katzenberger Friedhofskruzifix, 2. Hälfte 19. Jahrhundert | D-1-84-135-46 | weitere Bilder |

### Lustheim
| Lage                                   | Objekt | Beschreibung | Akten-Nr.     | Bild                                                                  |
| -------------------------------------- | --- | --- | ------------- | --------------------------------------------------------------------- |
| Kapellenweg 2 (Standort)               | Ehemalige Marienkapelle, jetzt katholische Kapelle St. Peter und Paul                                        | Neugotischer kleiner Saalbau mit leicht eingezogenem Polygonalchor und massivem Dachreiter, 1855; mit Ausstattung | D-1-84-135-55 | Ehemalige Marienkapelle, jetzt katholische Kapelle St. Peter und Paul |
| Schloss Lustheim 1, 2 und 3 (Standort) | Schlossanlage Lustheim, ehemaliges Jagdschloss Kurfürst Max Emanuels an Stelle der Renatusklause Wilhelms V. | Als Gegenpol zum Alten Schloss errichtet Gartencasino, zweigeschossiger Walmdachbau zwischen zwei querstehenden Wohntrakten eingespannt, mit Belvedere und architektonischer Fassadengliederung, von Enrico Zuccalli, 1684/88; mit Ausstattung und Museum Porzellansammlung Schneider Ehemaliger Pferdestall mit Personalwohnräumen, sogenannter nördlicher Pavillon, zweigeschossiger Walmdachbau mit rustiziertem Erdgeschoss, Arkadenstellung und architektonischer Fassadengestaltung mit angedeuteten Eckrisaliten, 1688/89 Ehemalige Klause mit Renatus-Kapelle, sogenannter südlicher Pavillon, zweigeschossiger Walmdachbau mit applizierten Eckrisaliten, Sockelrustika mit Arkadenstellung und architektonischer Fassadengliederung durch Lisenen und Geschossband, von Enrico Zuccalli und Philipp Jakob Zwerger, 1686/88 Schlossmauer, halbkreisförmige Umfassung, Ende 17. Jahrhundert, mit Fensterdurchbrüchen der dahinter liegenden Arbeiterhäuschen des 19. Jahrhunderts | D-1-84-135-49 | weitere Bilder                                                        |

### Mallertshofen
| Lage                  | Objekt                                                         | Beschreibung | Akten-Nr.     | Bild           |
| --------------------- | -------------------------------------------------------------- | --- | ------------- | -------------- |
| Schloßfeld (Standort) | Katholische Nebenkirche und Kriegergedächtnisstätte St. Martin | Kirche des abgegangenen Ortes Mallertshofen, im Kern spätromanischer Saalbau mit Dachreiter und eingezogenem gerade schließendem Chor, steigenden Bogenfriesen und Zahnschnitt, 1. Hälfte 13. Jahrhundert, Umgestaltung um 1630; mit Ausstattung Ehemaliger Friedhof mit schmiedeeisernen Grabkreuzen, 19. Jahrhundert | D-1-84-135-10 | weitere Bilder |

### Mittenheim
| Lage                         | Objekt                         | Beschreibung | Akten-Nr.     | Bild           |
| ---------------------------- | ------------------------------ | --- | ------------- | -------------- |
| Mittenheim 32 (Standort)     | Ehemaliges Taglöhnerhaus       | Erdgeschossiger Massivbau mit Krüppelwalmdach und Zwerchhaus, 19. Jahrhundert | D-1-84-135-56 | BW             |
| Mittenheim 33 (Standort)     | Ehemaliges Taglöhnerhaus       | Erdgeschossiges Wohnstallhaus mit Satteldach, 19. Jahrhundert | D-1-84-135-57 | weitere Bilder |
| Mittenheim 34 (Standort)     | Ehemaliges Taglöhnerhaus       | Kleiner Massivbau mit Satteldach und Zwerchhaus, 19. Jahrhundert | D-1-84-135-58 | weitere Bilder |
| Mittenheim 35 (Standort)     | Ehemaliges Taglöhnerhaus       | Erdgeschossiger Satteldachbau mit Zwerchhaus, 2. Hälfte 19. Jahrhundert, angefügter Werkstattbau, 1920 | D-1-84-135-59 | weitere Bilder |
| Mittenheim 36 (Standort)     | Ehemaliges Taglöhnerhaus       | Kleiner erdgeschossiger Satteldachbau des 19. Jahrhunderts | D-1-84-135-60 | weitere Bilder |
| Mittenheim 37, 38 (Standort) | Ehemaliges Franziskanerkloster | Schlichte zweigeschossige Dreiflügelanlage mit Halbwalmdächern, im Kern von Enrico Zuccalli erbaut 1717/20 Ehemalige Ökonomie, erdgeschossiger Satteldachbau mit hohem Kniestock, 18. Jahrhundert Ehemaliges Verwalterhaus, zweigeschossiger Putzbau mit Krüppelwalmdach, 2. Hälfte 19. Jahrhundert Einfriedung, massiv, 2. Hälfte 19. Jahrhundert | D-1-84-135-61 | weitere Bilder |

## Ehemalige Baudenkmäler
In diesem Abschnitt sind Objekte aufgeführt, die früher einmal in der Denkmalliste eingetragen waren, jetzt aber nicht mehr. Objekte, die in anderem Zusammenhang also z. B. als Teil eines Baudenkmals weiter eingetragen sind, sollen hier nicht aufgeführt werden. Aktennummern in diesem Abschnitt sind ehemalige, jetzt nicht mehr gültige Aktennummern.

| Lage                           | Objekt                | Beschreibung | Akten-Nr.     | Bild           |
| ------------------------------ | --------------------- | --- | ------------- | -------------- |
| Dachauer Straße 4 a (Standort) | Doppelwohnhaus        | Zweigeschossig, mit Krüppelwalmdach, 19. Jahrhundert                                                                                                | D-1-84-135-19 | Doppelwohnhaus |
| Dachauer Straße 6 (Standort)   | Wohnhaus              | Zweigeschossig, Satteldach, 19. Jahrhundert |               | BW             |
| Dachauer Straße 14 (Standort)  | Handwerkerhaus        | Erdgeschossig, gemauert, Satteldach, 19. Jahrhundert                                                                                                |               | BW             |
| Dachauer Straße 15 (Standort)  | Handwerkerhaus        | Erdgeschossig, gemauert, Satteldach, am Wirtschaftsteil Froschmaul, 19. Jahrhundert                                                                 |               | BW             |
| Dachauer Straße 20 ()          | Handwerkerhaus        | Erdgeschossig, gemauert, Satteldach, 19. Jahrhundert                                                                                                |               |                |
| Effnerstraße 20 (Standort)     | Kompensierdrehscheibe | Drehbare Holzgitterkonstruktion mit ausfahrbarem Sporn in vertieftem Betonzylinder mit Gradeinteilung, um 1930; etwa 400 m südöstlich der Flugwerft | D-1-84-135-11 | BW             |
| Elsternweg 17 (Standort)       | Wohnhaus              | erdgeschossig, gemauert, mit Walmdach, 18./19. Jahrhundert                                                                                          |               | BW             |